# Michael Piccart
Michael Piccart est un philosophe et philologue allemand, né le 29 septembre 1574 à Nuremberg et mort le 2 juillet 1620 à Altdorf bei Nürnberg.

## Biographie
Michael Piccart étudie à Altdorf bei Nürnberg sous Nicolaus Taurellus et Philipp Scherbe, puis devient lui-même professeur d'abord de logique, puis de métaphysique à Altdorf. Il a probablement eu des contacts avec des milieux calvinistes, et a été suspecté de sympathies sociniennes. Piccart est l'auteur d'une Isagoge in lectionem Aristotelis (Nuremberg, 1605 ; Altdorf 1660, 1665) et d'un Organon Aristoteleum in quaestiones et responsiones redactum (Leipzig, 1613). Ses sources sont à la fois la tradition de l'aristotélisme italien (très philologique) et la connaissance de la nouvelle scolastique espagnole (on pourrait dire qu'il synthétise Jacopo Zabarella et Pedro da Fonseca), et fait figure d'humaniste "aristotélicien" à une époque déjà marquée par une autre forme de métaphysique. Il suit largement la tradition espagnole en incluant la connaissance de Dieu dans la métaphysique.